# 佩希瓦耶區
佩希瓦耶區（西班牙語：Pejibaye de Jiménez），是哥斯達黎加的一個區，位於該國東部卡塔戈省，面積209.18平方公里，海拔高度643米，主要經濟活動是農業，2010年人口3,245，人口密度每平方公里15.51人。